# منظمة المسجد الإسلامي
المسجد الإسلامي أو منظمة المسجد الإسلامي المحدودة هي منظمة إسلامية تم إنشائها على يد الحاج مالك الشهباز (المعروف باسم مالكوم إكس) في 12 مارس 1964، بعد أربعة أيام من خروجه عن منظمة أمة الإسلام. وقدمت هذه المنظمة الكتب والمقتنيات الإسلامية. وقد حلت هذه المنظمة بعد فترة قصيرة من اغتياله في عام 1965.

## وصلات خارجية
- Introduction of Muslim Mosque, Inc.